# Mus booduga
Mus booduga és una espècie de mamífer rosegador de la família dels múrids. Viu a altituds d'entre 0 i 4.000 msnm a Bangladesh, l'Índia, Myanmar, el Nepal, el Pakistan i Sri Lanka. Els seus hàbitats naturals són els boscos caducifolis secs tropicals o subtropicals, els camps de conreu, les zones sorrenques i els matollars. És una espècie en risc mínim, és a dir, no sembla que hi hagi cap amenaça significativa per a la seva supervivència.